# Araneus trigonophorus
Araneus trigonophorus este o specie de păianjeni din genul Araneus, familia Araneidae. A fost descrisă pentru prima dată de Thorell, 1887.
Este endemică în Myanmar. Conform Catalogue of Life specia Araneus trigonophorus nu are subspecii cunoscute.